# تصفيات بطولة آسيا للناشئين تحت 16 عاما 2020
ستكون تصفيات بطولة آسيا للناشئين تحت 16 عاما 2020 هي بطولة دولية للرجال تحت سن 16 عامًا والتي ستقرر الفرق المشاركة في بطولة آسيا للناشئين تحت 16 عاما 2020.
ما مجموعه 16 فريقًا مؤهلين للعب في البطولة النهائية.

## القرعة
من بين 47 جمعية عضو في الاتحاد الآسيوي، دخلت جميع الفرق المسابقة.
أجريت القرعة يوم 9 مايو 2019 في دار الاتحاد الآسيوي في كوالالمبور، ماليزيا.
- الغرب: 25 فريقا من غرب آسيا وآسيا الوسطى وجنوب آسيا، تنسحب إلى ست مجموعات: مجموعة واحدة من خمسة أفرقة وخمس مجموعات من أربعة أفرقة (المجموعات A-F).
- الشرق: 22 فريقا من رابطة أمم جنوب شرق آسيا وشرق آسيا، يتم سحبها إلى خمس مجموعات: مجموعتان من خمسة فرق وثلاث مجموعات من أربعة فرق (المجموعات G—K).

تم تصنيف الفرق في كل منطقة وفقا لأدائها في تصفيات والبطولة النهائية لبطولة آسيا للناشئين تحت 16 عاما 2018 (الترتيب العام موضح بين قوسين؛ NR تعني الفرق غير المرتَّبة). وطبقت أيضا القيود التالية:
- تم سحب الفرق الأحد عشر التي أشارت إلى عزمها على العمل كمضيفين لمجموعات مؤهلة قبل السحب إلى مجموعات منفصلة.

|                 | وعاء 1                                                                                          | وعاء 2 | وعاء 3                                                                                        | وعاء 4                                                                               | وعاء 5                                                                             |
| --------------- | ----------------------------------------------------------------------------------------------- | --- | --------------------------------------------------------------------------------------------- | ------------------------------------------------------------------------------------ | ---------------------------------------------------------------------------------- |
| المنطقة الغربية | 1. طاجيكستان (2) 2. عمان (7) 3. الهند (8) 4. إيران (9) (H) 5. اليمن (10) 6. العراق (12)         | 1. الأردن (14) (H) 2. أفغانستان (16) 3. السعودية (17) (H) 4. بنغلاديش (18) 5. أوزبكستان (22) (H) 6. قرغيزستان (24) (H) | 1. قطر (26) (H) 2. فلسطين (27) 3. سوريا (29) 4. نيبال (32) 5. البحرين (33) 6. لبنان (34)      | 1. المالديف (38) 2. بوتان (40) 3. سريلانكا (42)                                      | 1. الكويت (NR) 2. باكستان (NR) 3. تركمانستان (NR) 4. الإمارات العربية المتحدة (NR) |
| المنطقة الشرقية | 1. اليابان (1) 2. كوريا الجنوبية (3) 3. أستراليا (4) 4. كوريا الشمالية (5) 5. إندونيسيا (6) (H) | 1. تايلاند (11) 2. ماليزيا (13) 3. فيتنام (15) (H) 4. الصين (19) 5. هونغ كونغ (20)                                     | 1. بروناي (21) 2. ميانمار (23) (H) 3. تيمور الشرقية (25) 4. كمبوديا (28) 5. سنغافورة (30) (H) | 1. تايبيه الصينية (31) 2. لاوس (35) (H) 3. الفلبين (36) 4. منغوليا (37) 5. غوام (39) | 1. ماكاو (41) 2. جزر ماريانا الشمالية (43)                                         |

ملاحظات
- فرق مكتوبة بخط غامق  تأهلت للبطولة النهائية.
- (H): مضيفي مجموعة التأهيل
- (Q): مضيف البطولة النهائية، المؤهلين تلقائيا بغض النظر عن نتائج التأهل

## المجموعات

### المجموعة ألف
- ستجرى جميع المباريات في الأردن.
- الأوقات المدرجة هي ت ع م+03:00.

| م | الفريق     | لعب | ف | ت | خ | أ.له | أ.ع | أ.ف | نقاط | التأهل                   |
| - | ---------- | --- | - | - | - | ---- | --- | --- | ---- | ------------------------ |
| 1 | طاجيكستان  | 4   | 4 | 0 | 0 | 29   | 2   | +27 | 12   | البطولة النهائية         |
| 2 | الأردن (H) | 4   | 2 | 1 | 1 | 17   | 6   | +11 | 7    | إمكانية البطولة النهائية |
| 3 | الكويت     | 4   | 1 | 2 | 1 | 4    | 11  | −7  | 5    |                          |
| 4 | نيبال      | 4   | 1 | 1 | 2 | 4    | 15  | −11 | 4    |                          |
| 5 | سريلانكا   | 4   | 0 | 0 | 4 | 0    | 20  | −20 | 0    |                          |

| نيبال | 0–7   | الأردن                                                                   |
| ----- | ----- | ------------------------------------------------------------------------ |
|       | تقرير | - أيمن 16' - حجبي 19' - العالم 20'، 43'، 47' - عبيدات 42' - المعايطة 80' |

| الكويت                      | 2–0   | سريلانكا |
| --------------------------- | ----- | -------- |
| - الصليلي 9' - إبراهيمي 15' | تقرير |          |

| سريلانكا | 0–8   | طاجيكستان                                                                                  |
| -------- | ----- | ------------------------------------------------------------------------------------------ |
|          | تقرير | - سيدالييف 17' - تويروف 22' - خودويدودزودا 26'، 34'، 60'، 68' - سليمشويف 40' - أختاموف 88' |

| الكويت                | 1–1   | نيبال     |
| --------------------- | ----- | --------- |
| - الهندي 90+5' (ركل.) | تقرير | - راي 74' |

| طاجيكستان | 9–0   | الكويت |
| --------- | ----- | ------ |
|           | تقرير |        |

| الأردن                                                                                    | 7–0   | سريلانكا |
| ----------------------------------------------------------------------------------------- | ----- | -------- |
| - Al-Taher 52' - Al-Alem 60'، 67' - Obeidat 73' - Al-Ma'aitah 76'، 86' - Al-Elaimat 90+3' | تقرير |          |

| الأردن        | 1–1   | الكويت          |
| ------------- | ----- | --------------- |
| - Obeidat 28' | تقرير | - Al-Sulili 19' |

| نيبال | 0–7   | طاجيكستان                                                                                              |
| ----- | ----- | --- |
|       | تقرير | - Saidaliev 7'، 15'، 29' - Khudoidodzoda 12' - Toirov 46' - Davlatzoda 71' - Shovaisudinov 83' (ركلة.) |

| سريلانكا | 0–3   | نيبال                                        |
| -------- | ----- | -------------------------------------------- |
|          | تقرير | - M. Gurung 36' - Chaulagain 64' - Tamli 89' |

| طاجيكستان                                                                      | 5–2   | الأردن                        |
| ------------------------------------------------------------------------------ | ----- | ----------------------------- |
| - Rahmatzoda 24' - Khudoidodzoda 60' - Toirov 69' - Azizov 77' - Saidaliev 82' | تقرير | - Al-Alem 11' - Al-Reda'i 13' |

### المجموعة باء
- ستجرى جميع المباريات في أوزبكستان.
- الأوقات المدرجة هي ت ع م+05:00.

| م | الفريق        | لعب | ف | ت | خ | أ.له | أ.ع | أ.ف | نقاط | التأهل                   |
| - | ------------- | --- | - | - | - | ---- | --- | --- | ---- | ------------------------ |
| 1 | الهند         | 3   | 2 | 1 | 0 | 11   | 1   | +10 | 7    | البطولة النهائية         |
| 2 | أوزبكستان (H) | 3   | 2 | 1 | 0 | 7    | 4   | +3  | 7    | إمكانية البطولة النهائية |
| 3 | تركمانستان    | 3   | 1 | 0 | 2 | 4    | 9   | −5  | 3    |                          |
| 4 | البحرين       | 3   | 0 | 0 | 3 | 2    | 10  | −8  | 0    |                          |

| الهند                                                              | 5–0   | تركمانستان |
| ------------------------------------------------------------------ | ----- | ---------- |
| - Paul 23' - Nongmeikapam 40'، 90+1' - Loitongbam 55' - Jangra 90' | تقرير |            |

| أوزبكستان                                          | 3–1   | البحرين       |
| -------------------------------------------------- | ----- | ------------- |
| - Islamov 18' - Abdurazokov 69' - Turdimurodov 90' | تقرير | - Mahmood 44' |

| تركمانستان                    | 2–3   | أوزبكستان                                                |
| ----------------------------- | ----- | -------------------------------------------------------- |
| - Goşaýew 41' - Mämiýew 90+1' | تقرير | - Atabaýew 45+2' (ه.ذ.) - Islamov 72' - Turdimurodov 81' |

| البحرين | 0–5   | الهند                                                          |
| ------- | ----- | -------------------------------------------------------------- |
|         | تقرير | - Nongmeikapam 4'، 27' - M. Hasan 25' (ه.ذ.) - Paul 45+1'، 73' |

| الهند              | 1–1   | أوزبكستان     |
| ------------------ | ----- | ------------- |
| - Nongmeikapam 66' | تقرير | - Islamov 81' |

| البحرين | 1–2   | تركمانستان |
| ------- | ----- | ---------- |
|         | تقرير |            |

### المجموعة جيم
- ستجرى جميع المباريات في إيران.
- الأوقات المدرجة هي ت ع م+04:30 في 18–20 سبتمبر، ت ع م+03:30 في 22 سبتمبر 2019.

| م | الفريق    | لعب | ف | ت | خ | أ.له | أ.ع | أ.ف | نقاط | التأهل                   |
| - | --------- | --- | - | - | - | ---- | --- | --- | ---- | ------------------------ |
| 1 | إيران (H) | 3   | 3 | 0 | 0 | 18   | 1   | +17 | 9    | البطولة النهائية         |
| 2 | فلسطين    | 3   | 2 | 0 | 1 | 8    | 3   | +5  | 6    | إمكانية البطولة النهائية |
| 3 | المالديف  | 3   | 1 | 0 | 2 | 4    | 17  | −13 | 3    |                          |
| 4 | أفغانستان | 3   | 0 | 0 | 3 | 0    | 9   | −9  | 0    |                          |

| أفغانستان        | 0-3   | فلسطين            |
| ---------------- | ----- | ----------------- |
| - Amiri 30'، 70' | تقرير | - Shadid 40'، 69' |

| إيران | 13–0  | المالديف |
| --- | ----- | -------- |
| - إبراهيم زاده 6'، 27'، 46'، 77'، 86' - رستمي 11' (ركل.)، 48' - دانش 26'، 43' - بحري 30'، 40' - كوشكي 58'، 72' | تقرير |          |

| المالديف | 3-0   | أفغانستان                         |
| -------- | ----- | --------------------------------- |
|          | تقرير | - أمين 52' - بشيري 57' - حليم 84' |

| فلسطين       | 1–2   | إيران                                 |
| ------------ | ----- | ------------------------------------- |
| - عوايسة 26' | تقرير | - رستمي 30' (ركل.) - إبراهيم زاده 45' |

| فلسطين | 4–1   | المالديف |
| ------ | ----- | -------- |
|        | تقرير |          |

| إيران                                           | 3–0   | أفغانستان |
| ----------------------------------------------- | ----- | --------- |
| - Kooshki 17'، 76' - Rostami 45+2' (ركلة.)، 59' | تقرير |           |

ملاحظة توضيحية:
الاتحاد الآسيوي لكرة القدم منح  أفغانستان خسارة 0-3 بعد أن ثبت أنها ضمت لاعبين غير مؤهلين في هذه المنافسات التأهيلية

### المجموعة دال
- ستجرى جميع المباريات في السعودية.
- الأوقات المدرجة هي ت ع م+03:00.

| م | الفريق       | لعب | ف | ت | خ | أ.له | أ.ع | أ.ف | نقاط | التأهل                   |
| - | ------------ | --- | - | - | - | ---- | --- | --- | ---- | ------------------------ |
| 1 | السعودية (H) | 3   | 2 | 1 | 0 | 8    | 3   | +5  | 7    | البطولة النهائية         |
| 2 | عمان         | 3   | 2 | 1 | 0 | 3    | 0   | +3  | 7    | إمكانية البطولة النهائية |
| 3 | باكستان      | 3   | 0 | 1 | 2 | 3    | 7   | −4  | 1    |                          |
| 4 | سوريا        | 3   | 0 | 1 | 2 | 2    | 6   | −4  | 1    |                          |

| عمان                               | 2–0   | باكستان |
| ---------------------------------- | ----- | ------- |
| - M. Al-Hasani 18' - Al-Araimi 61' | تقرير |         |

| السعودية                                  | 4–1   | سوريا          |
| ----------------------------------------- | ----- | -------------- |
| - Zaid 8' - Al-Zaid 17' - Barrah 39'، 83' | تقرير | - Kassem 45+1' |

| سوريا | 0–1   | عمان           |
| ----- | ----- | -------------- |
|       | تقرير | - Al-Jabri 90' |

| باكستان                   | 2–4   | السعودية                                      |
| ------------------------- | ----- | --------------------------------------------- |
| - M. Khan 63' - Ahmed 72' | تقرير | - Hibah 14' - Al-Elewai 15'، 67' - Barrah 38' |

| سوريا       | 1–1   | باكستان     |
| ----------- | ----- | ----------- |
| - Jabra 90' | تقرير | - Ahmed 64' |

| عمان | 0–0   | السعودية |
| ---- | ----- | -------- |
|      | تقرير |          |

### المجموعة هاء
- ستجرى جميع المباريات في قطر.
- الأوقات المدرجة هي ت ع م+03:00.

| م | الفريق   | لعب | ف | ت | خ | أ.له | أ.ع | أ.ف | نقاط | التأهل           |
| - | -------- | --- | - | - | - | ---- | --- | --- | ---- | ---------------- |
| 1 | قطر (H)  | 3   | 2 | 1 | 0 | 14   | 1   | +13 | 7    | البطولة النهائية |
| 2 | اليمن    | 3   | 2 | 1 | 0 | 14   | 2   | +12 | 7    | البطولة النهائية |
| 3 | بنغلاديش | 3   | 1 | 0 | 2 | 3    | 5   | −2  | 3    |                  |
| 4 | بوتان    | 3   | 0 | 0 | 3 | 1    | 24  | −23 | 0    |                  |

| اليمن                                                                                              | 10–1  | بوتان         |
| -------------------------------------------------------------------------------------------------- | ----- | ------------- |
| - Balabl 12' (ركلة.) - Murshed 16'، 76' - Hasan 20'، 43' - Mahdi 51'، 52'، 80'، 84' - Al-Tairi 74' | تقرير | - Namgyel 42' |

| بنغلاديش | 0–2   | قطر                              |
| -------- | ----- | -------------------------------- |
|          | تقرير | - Al-Abdulla 55' - Al-Dosari 90' |

| بوتان | 0–3   | بنغلاديش                                      |
| ----- | ----- | --------------------------------------------- |
|       | تقرير | - Saeed 45' - Jigme 50' (ه.ذ.) - M. Islam 52' |

| قطر                       | 1–1   | اليمن            |
| ------------------------- | ----- | ---------------- |
| - Al-Quraishi 58' (ركلة.) | تقرير | - Al-Kawmani 77' |

| اليمن | 3–0   | بنغلاديش |
| ----- | ----- | -------- |
|       | تقرير |          |

| قطر | 11–0  | بوتان |
| --- | ----- | ----- |
| - Al-Abdulla 8'، 65'، 68' - Hamza 36' (ركلة.)، 88' (ركلة.) - Al-Quraishi 44' (ركلة.)، 57' - Al-Naimi 49' - Al-Mejaba 53' - Al-Ghareeb 73' - Al-Dosari 90+3' | تقرير |       |

### المجموعة واو
- ستجرى جميع المباريات في قيرغيزستان.
- الأوقات المدرجة هي ت ع م+06:00.

| م | الفريق                   | لعب | ف | ت | خ | أ.له | أ.ع | أ.ف | نقاط | التأهل                   |
| - | ------------------------ | --- | - | - | - | ---- | --- | --- | ---- | ------------------------ |
| 1 | الإمارات العربية المتحدة | 3   | 3 | 0 | 0 | 7    | 2   | +5  | 9    | البطولة النهائية         |
| 2 | العراق                   | 3   | 2 | 0 | 1 | 5    | 2   | +3  | 6    | إمكانية البطولة النهائية |
| 3 | قرغيزستان (H)            | 3   | 1 | 0 | 2 | 4    | 7   | −3  | 3    |                          |
| 4 | لبنان                    | 3   | 0 | 0 | 3 | 4    | 9   | −5  | 0    |                          |

| العراق | 0–1   | الإمارات العربية المتحدة |
| ------ | ----- | ------------------------ |
|        | تقرير | - Adil 39'               |

| قرغيزستان                               | 3–2   | لبنان                           |
| --------------------------------------- | ----- | ------------------------------- |
| - Almazbekov 62' - Abylkasymov 72'، 85' | تقرير | - Khalaf 10' - Nassereddine 21' |

| لبنان      | 1–2   | العراق                      |
| ---------- | ----- | --------------------------- |
| - Zbib 84' | تقرير | - Al-Ameer 64' - Jameel 78' |

| الإمارات العربية المتحدة | 2–1   | قرغيزستان                |
| ------------------------ | ----- | ------------------------ |
| - Adil 7' - Ibrahim 13'  | تقرير | - Almazbekov 87' (ركلة.) |

| لبنان | 1–4   | الإمارات العربية المتحدة |
| ----- | ----- | ------------------------ |
|       | تقرير |                          |

| العراق | 3–0   | قرغيزستان |
| ------ | ----- | --------- |
|        | تقرير |           |

### المجموعة زاي
- ستجرى جميع المباريات في إندونيسيا.
- الأوقات المدرجة هي ت ع م+07:00.

| م | الفريق               | لعب | ف | ت | خ | أ.له | أ.ع | أ.ف | نقاط | التأهل                   |
| - | -------------------- | --- | - | - | - | ---- | --- | --- | ---- | ------------------------ |
| 1 | الصين                | 4   | 3 | 1 | 0 | 28   | 0   | +28 | 10   | البطولة النهائية         |
| 2 | إندونيسيا (H)        | 4   | 3 | 1 | 0 | 27   | 1   | +26 | 10   | إمكانية البطولة النهائية |
| 3 | الفلبين              | 4   | 2 | 0 | 2 | 10   | 12  | −2  | 6    |                          |
| 4 | بروناي               | 4   | 1 | 0 | 3 | 7    | 19  | −12 | 3    |                          |
| 5 | جزر ماريانا الشمالية | 4   | 0 | 0 | 4 | 2    | 42  | −40 | 0    |                          |

| بروناي | 0–7   | الصين                                                                                 |
| ------ | ----- | ------------------------------------------------------------------------------------- |
|        | تقرير | - Fan Chao 3'، 22' - He Xiaoke 57'، 60'، 89' - Gao Jingchun 75' - Zeng Yaozhang 90+4' |

| جزر ماريانا الشمالية | 0–7   | الفلبين                                                                         |
| -------------------- | ----- | ------------------------------------------------------------------------------- |
|                      | تقرير | - Saludo 3' - Jalique 33'، 42'، 51' - Pahud 69' - Palacio 81' - Del Campo 90+2' |

| جزر ماريانا الشمالية | 1–5   | بروناي                                                   |
| -------------------- | ----- | -------------------------------------------------------- |
| - Goto 87'           | تقرير | - Danisyh 49' - Idzzaham 60'، 73'، 90+2' - Syaherrul 84' |

| الفلبين | 0–4   | إندونيسيا                                                     |
| ------- | ----- | ------------------------------------------------------------- |
|         | تقرير | - Athallah 37' - Marselino 46' - Lestaluhu 52' - Wahyu D. 78' |

| الصين                                                              | 6–0   | الفلبين |
| ------------------------------------------------------------------ | ----- | ------- |
| - Fan Chao 14'، 57' - Mijiti 22' (ركلة.)، 58' - He Xiaoke 47'، 52' | تقرير |         |

| إندونيسيا | 15–1  | جزر ماريانا الشمالية |
| --- | ----- | -------------------- |
| - Marselino 8'، 51'، 53'، 63'، 90' - Daffa 15' - Athallah 16'، 18'، 26'، 42' - Ruy 57'، 73' - Wahyu P. 59'، 78' - Mikael 87' | تقرير | - Maniago 45+1'      |

| الصين | 15–0  | جزر ماريانا الشمالية |
| --- | ----- | -------------------- |
| - Zeng Yaozhang 4'، 6'، 29'، 46' - Cui Xinglong 17'، 41'، 51' - Huang Peizhao 36'، 66'، 68'، 82' - Chen Diya 45' (ركلة.) - Gao Jingchun 62' - Mijiti 81' (ركلة.)، 89' | تقرير |                      |

| بروناي | 0–8   | إندونيسيا                                                                                        |
| ------ | ----- | ------------------------------------------------------------------------------------------------ |
|        | تقرير | - Athallah 15' (ركلة.) - Daffa 43'، 88' - Marselino 47' (ركلة.) - Faizal 61'، 69' - Ruy 63'، 83' |

| الفلبين                                 | 3–2   | بروناي                      |
| --------------------------------------- | ----- | --------------------------- |
| - Pahud 55' - Abelarde 58' - Dalapo 84' | تقرير | - Wafiq 16' - Syaherrul 73' |

| إندونيسيا | 0–0   | الصين |
| --------- | ----- | ----- |
|           | تقرير |       |

### المجموعة حاء
- ستجرى جميع المباريات في فيتنام.
- الأوقات المدرجة هي ت ع م+07:00.

| م | الفريق        | لعب | ف | ت | خ | أ.له | أ.ع | أ.ف | نقاط | التأهل                   |
| - | ------------- | --- | - | - | - | ---- | --- | --- | ---- | ------------------------ |
| 1 | أستراليا      | 4   | 4 | 0 | 0 | 8    | 2   | +6  | 12   | البطولة النهائية         |
| 2 | فيتنام (H)    | 4   | 3 | 0 | 1 | 16   | 2   | +14 | 9    | إمكانية البطولة النهائية |
| 3 | تيمور الشرقية | 4   | 2 | 0 | 2 | 11   | 4   | +7  | 6    |                          |
| 4 | منغوليا       | 4   | 1 | 0 | 3 | 2    | 14  | −12 | 3    |                          |
| 5 | ماكاو         | 4   | 0 | 0 | 4 | 1    | 16  | −15 | 0    |                          |

| ماكاو | 0–1   | منغوليا            |
| ----- | ----- | ------------------ |
|       | تقرير | - جارغالسايخان 70' |

| تيمور الشرقية | 0–2   | فيتنام                                 |
| ------------- | ----- | -------------------------------------- |
|               | تقرير | - نغوين فان دونغ 5' - فام فان فونغ 28' |

| ماكاو | 1–6   | تيمور الشرقية |
| ----- | ----- | ------------- |
|       | تقرير |               |

| منغوليا | 1–2   | أستراليا |
| ------- | ----- | -------- |
|         | تقرير |          |

| أستراليا | 3–0   | ماكاو |
| -------- | ----- | ----- |
|          | تقرير |       |

| فيتنام | 7–0   | منغوليا |
| ------ | ----- | ------- |
|        | تقرير |         |

| تيمور الشرقية | 0–1   | أستراليا        |
| ------------- | ----- | --------------- |
|               | تقرير | - Rawlins 45+1' |

| فيتنام | 6–0   | ماكاو |
| --- | ----- | ----- |
| - Sou Hin Nang 28' (ه.ذ.) - Vũ Đặng Minh Tú 48' - Lei Cheng Lam 52' (ه.ذ.) - Phan Duy Hào 53'، 64' - Đàm Đức Vinh 87' | تقرير |       |

| منغوليا | 0–5   | تيمور الشرقية                          |
| ------- | ----- | -------------------------------------- |
|         | تقرير | - Kefi 5'، 13' - Bahkito 68'، 75'، 82' |

| أستراليا                   | 2–1   | فيتنام                |
| -------------------------- | ----- | --------------------- |
| - Oliveira 58' - Smyth 89' | تقرير | - Nguyễn Công Sơn 19' |

### المجموعة طاء
- ستجرى جميع المباريات في سنغافورة.
- الأوقات المدرجة هي ت ع م+08:00.

| م | الفريق         | لعب | ف | ت | خ | أ.له | أ.ع | أ.ف | نقاط | التأهل                   |
| - | -------------- | --- | - | - | - | ---- | --- | --- | ---- | ------------------------ |
| 1 | كوريا الشمالية | 3   | 3 | 0 | 0 | 26   | 1   | +25 | 9    | البطولة النهائية         |
| 2 | هونغ كونغ      | 3   | 2 | 0 | 1 | 6    | 6   | 0   | 6    | إمكانية البطولة النهائية |
| 3 | سنغافورة (H)   | 3   | 1 | 0 | 2 | 12   | 9   | +3  | 3    |                          |
| 4 | غوام           | 3   | 0 | 0 | 3 | 2    | 30  | −28 | 0    |                          |

| كوريا الشمالية | 16–0  | غوام |
| --- | ----- | ---- |
| - Yom Chol-gyong 7'، 57' - Choe Song-jin 12'، 33'، 35' (ركلة.)، 44' - Ri Il-song 15'، 39'، 42' (ركلة.) - Ri Kum-chol 37'، 52'، 55'، 66'، 89' - Kim Kwang-ryong 65' - Ryu Kwon-ung 72' | تقرير |      |

| هونغ كونغ                                     | 2–1   | سنغافورة     |
| --------------------------------------------- | ----- | ------------ |
| - Lee Tsz Hin 35' - Lee Lok Him 90+1' (ركلة.) | تقرير | - Khairin 9' |

| غوام            | 1–4   | هونغ كونغ                                                |
| --------------- | ----- | -------------------------------------------------------- |
| - Benavente 75' | تقرير | - Yim Kai Cheuk 5'، 39' - Slattery 52' - Lee Tsz Hin 86' |

| سنغافورة      | 1–6   | كوريا الشمالية                                                                                       |
| ------------- | ----- | --- |
| - Khairin 43' | تقرير | - Ri Il-song 22' - Choe Song-jin 27'، 63' - Yom Chol-gyong 38' - Choe Ryong-il 51' - Ri Kum-chol 73' |

| كوريا الشمالية                                                         | 4–0   | هونغ كونغ |
| ---------------------------------------------------------------------- | ----- | --------- |
| - Choe Song-jin 31' (ركلة.) - Ri Il-song 36' - Mun Jong-chong 39'، 61' | تقرير |           |

| سنغافورة | 10–1  | غوام          |
| --- | ----- | ------------- |
| - Pinto 7' (ركلة.) - Ali 16' - Seng Hong Kai 22'، 33' - Arsyad 25'، 53'، 65' - Austin 39' - Irfan 47' - Nasrul 90+3' (ركلة.) | تقرير | - Stenson 18' |

### المجموعة J
- ستجرى جميع المباريات في لاوس.
- الأوقات المدرجة هي ت ع م+07:00.

| م | الفريق  | لعب | ف | ت | خ | أ.له | أ.ع | أ.ف | نقاط | التأهل                   |
| - | ------- | --- | - | - | - | ---- | --- | --- | ---- | ------------------------ |
| 1 | اليابان | 3   | 2 | 1 | 0 | 14   | 2   | +12 | 7    | البطولة النهائية         |
| 2 | لاوس    | 3   | 2 | 0 | 1 | 2    | 4   | −2  | 6    | إمكانية البطولة النهائية |
| 3 | ماليزيا | 3   | 1 | 1 | 1 | 9    | 3   | +6  | 4    |                          |
| 4 | كمبوديا | 3   | 0 | 0 | 3 | 0    | 16  | −16 | 0    |                          |

| اليابان                                            | 4–0   | لاوس |
| -------------------------------------------------- | ----- | ---- |
| - H. Suzuki 25'، 75' - Narahara 26' - Yamazaki 63' | تقرير |      |

| ماليزيا | 7–0   | كمبوديا |
| ------- | ----- | ------- |
|         | تقرير |         |

| كمبوديا | 0–8   | اليابان                                                                |
| ------- | ----- | ---------------------------------------------------------------------- |
|         | تقرير | - Morimoto 3'، 10'، 88' - Osaka 15'، 59' - Kitano 49'، 62' - Naito 57' |

| لاوس              | 1–0   | ماليزيا |
| ----------------- | ----- | ------- |
| - Somthongkham 4' | تقرير |         |

| اليابان                           | 2–2   | ماليزيا                   |
| --------------------------------- | ----- | ------------------------- |
| - Osako 63' (ركلة.) - Naito 90+4' | تقرير | - Daniel 73' (ركلة.)، 82' |

| كمبوديا | 0–1   | لاوس              |
| ------- | ----- | ----------------- |
|         | تقرير | - Siphongphan 25' |

### المجموعة K
- ستجرى جميع المباريات في ميانمار.
- الأوقات المدرجة هي ت ع م+06:30.

| م | الفريق         | لعب | ف | ت | خ | أ.له | أ.ع | أ.ف | نقاط | التأهل                   |
| - | -------------- | --- | - | - | - | ---- | --- | --- | ---- | ------------------------ |
| 1 | كوريا الجنوبية | 3   | 3 | 0 | 0 | 13   | 0   | +13 | 9    | البطولة النهائية         |
| 2 | تايلاند        | 3   | 2 | 0 | 1 | 10   | 2   | +8  | 6    | إمكانية البطولة النهائية |
| 3 | تايبيه الصينية | 3   | 1 | 0 | 2 | 2    | 16  | −14 | 3    |                          |
| 4 | ميانمار (H)    | 3   | 0 | 0 | 3 | 0    | 7   | −7  | 0    |                          |

| كوريا الجنوبية | 10–0  | تايبيه الصينية |
| -------------- | ----- | -------------- |
|                | تقرير |                |

| تايلاند | 4–0   | ميانمار |
| ------- | ----- | ------- |
|         | تقرير |         |

| تايبيه الصينية | 0–6   | تايلاند                                                      |
| -------------- | ----- | ------------------------------------------------------------ |
|                | تقرير | - Kongpop 22' - Thanawat 30' - Niphitphon 47'، 49'، 59'، 90' |

| ميانمار | 0–1   | كوريا الجنوبية             |
| ------- | ----- | -------------------------- |
|         | تقرير | - Chang Ha-min 51' (ركلة.) |

| كوريا الجنوبية                        | 2–0   | تايلاند |
| ------------------------------------- | ----- | ------- |
| - Chang Ha-min 12' - Lee Kyu-dong 35' | تقرير |         |

| ميانمار | 0–2   | تايبيه الصينية                         |
| ------- | ----- | -------------------------------------- |
|         | تقرير | - Huang Yung-chun 48' - Luo Zih-an 85' |

## ترتيب فرق المركز الثاني
| م  | مج | الفريق    | لعب | ف | ت | خ | أ.له | أ.ع | أ.ف | نقاط | التأهل                               |
| -- | -- | --------- | --- | - | - | - | ---- | --- | --- | ---- | ------------------------------------ |
| 1  | E  | اليمن     | 3   | 2 | 1 | 0 | 14   | 2   | +12 | 7    | بطولة آسيا للناشئين تحت 16 عاما 2020 |
| 2  | G  | إندونيسيا | 3   | 2 | 1 | 0 | 12   | 0   | +12 | 7    | بطولة آسيا للناشئين تحت 16 عاما 2020 |
| 3  | B  | أوزبكستان | 3   | 2 | 1 | 0 | 7    | 4   | +3  | 7    | بطولة آسيا للناشئين تحت 16 عاما 2020 |
| 4  | D  | عمان      | 3   | 2 | 1 | 0 | 3    | 0   | +3  | 7    | بطولة آسيا للناشئين تحت 16 عاما 2020 |
| 5  | H  | فيتنام    | 3   | 2 | 0 | 1 | 10   | 2   | +8  | 6    |                                      |
| 6  | K  | تايلاند   | 3   | 2 | 0 | 1 | 10   | 2   | +8  | 6    |                                      |
| 7  | C  | فلسطين    | 3   | 2 | 0 | 1 | 8    | 3   | +5  | 6    |                                      |
| 8  | F  | العراق    | 3   | 2 | 0 | 1 | 5    | 2   | +3  | 6    |                                      |
| 9  | I  | هونغ كونغ | 3   | 2 | 0 | 1 | 6    | 6   | 0   | 6    |                                      |
| 10 | J  | لاوس      | 3   | 2 | 0 | 1 | 2    | 4   | −2  | 6    |                                      |
| 11 | A  | الأردن    | 3   | 1 | 1 | 1 | 10   | 6   | +4  | 4    |                                      |

1. 1 2  Ranked by disciplinary points (Vietnam: –4 pts; Thailand: –6 pts).

## الفرق المتأهلة
تأهلت الفرق الـ 16 التالية إلى نهائي البطولة.
| الفرق                    | تأهل كـ              | تأهل في        | أعوام المشاركة في بطولة آسيا للناشئين تحت 16 عاما1                                            |
| ------------------------ | -------------------- | -------------- | --------------------------------------------------------------------------------------------- |
| البحرين                  | المضيف               | 17 سبتمبر 2019 | 7 (1986، 1988، 1992، 1994، 1996، 1998، 2008)                                                  |
| طاجيكستان                | الفائز في المجموعة A | 22 سبتمبر 2019 | 3 (2006، 2010، 2018)                                                                          |
| الهند                    | الفائز في المجموعة B | 22 سبتمبر 2019 | 8 (1990، 1996، 2002، 2004، 2008، 2012، 2016، 2018)                                            |
| إيران                    | الفائز في المجموعة C | 22 سبتمبر 2019 | 11 (1996، 1998، 2000، 2004، 2006، 2008، 2010، 2012، 2014، 2016، 2018)                         |
| السعودية                 | الفائز في المجموعة D | 22 سبتمبر 2019 | 10 (1985، 1986، 1988، 1992، 1994، 2006، 2008، 2012، 2014، 2016)                               |
| قطر                      | الفائز في المجموعة E | 22 سبتمبر 2019 | 10 (1985، 1986، 1988، 1990، 1992، 1994، 1998، 2002، 2004، 2014)                               |
| الإمارات العربية المتحدة | الفائز في المجموعة F | 20 سبتمبر 2019 | 7 (1990، 1992، 1994، 2002، 2008، 2010، 2016)                                                  |
| الصين                    | الفائز في المجموعة G | 22 سبتمبر 2019 | 14 (1985، 1988، 1990، 1992، 1994، 1996، 2000، 2002، 2004، 2006، 2008، 2010، 2012، 2014)       |
| أستراليا                 | الفائز في المجموعة H | 22 سبتمبر 2019 | 6 (2008، 2010، 2012، 2014، 2016، 2018)                                                        |
| كوريا الشمالية           | الفائز في المجموعة I | 21 سبتمبر 2019 | 11 (1986، 1988، 1992، 1998، 2004، 2006، 2010، 2012، 2014، 2016، 2018)                         |
| اليابان                  | الفائز في المجموعة J | 22 سبتمبر 2019 | 15 (1985، 1988، 1994، 1996، 1998، 2000، 2002، 2004، 2006، 2008، 2010، 2012، 2014، 2016، 2018) |
| كوريا الجنوبية           | الفائز في المجموعة K | 22 سبتمبر 2019 | 14 (1986، 1988، 1990، 1994، 1996، 1998، 2002، 2004، 2006، 2008، 2012، 2014، 2016، 2018)       |
| اليمن                    | الأول في أفضل ثاني   | 22 سبتمبر 2019 | 5 (2002، 2006، 2012، 2016، 2018)                                                              |
| إندونيسيا                | الثاني في أفضل ثاني  | 22 سبتمبر 2019 | 6 (1986، 1988، 1990، 2008، 2010، 2018)                                                        |
| أوزبكستان                | الثالث في أفضل ثاني  | 22 سبتمبر 2019 | 9 (1994، 1996، 2002، 2004، 2008، 2010، 2012، 2014، 2016)                                      |
| عمان                     | الرابع في أفضل ثاني  | 22 سبتمبر 2019 | 10 (1994، 1996، 1998، 2000، 2004، 2010، 2012، 2014، 2016، 2018)                               |

1 نص غليظ يشير إلى بطل تلك السنة، مائل يشير إلى المضيفين في تلك السنة.

## وصلات خارجية
- الموقع الرسمي
، the-AFC.com